# Džukele
Džukele je pank bend iz Subotice.

## Biografija
Tokom 1991. godine u Subotici je postojala je grupa Feniks koju su činili Dragan Neorčić Draža (bas), Slobodan Vukosavljević Bane (gitara i vokal) i Rudolf Aleksić (bubanj). U aprilu 1992. godine priključio im se gitarista Leonid Pilipović. Tada nastavljaju rad pod imenom Feniks 39, a u leto 1992. menjaju ime u Džukele. Nakon što su snimili pet pesama, 1993. godine se prijavljuju na učešće na Zaječarskoj gitarijadi, što im je obezbedilo prvu medijsku prezentaciju. U februaru 1994. godine nastupaju na manifestaciji Brzi bendovi Srbije, na kojoj su uz grupu Goblini proglašeni za otkriće godine.
U maju 1994. objavljuju debi kasetu Gledajući u mrak. Tekstove na albumu pisao je Bane Vukosavljević, a muziku su radili svi zajedno. Najveći hitovi sa ovog albuma bile su pesme Most, Amerika, Energija, Ne mogu da pobegnem. Na albumu se našla i pesma Opasan grad — obrada pesme Next To You grupe Police, dok su u pesmi Amerika iskoršćeni delovi pesme Pit i to je Amerika grupe Azra. Grupa drži koncerte na kojima promoviše novi album sve do decembra 1994. kada Vukosavljević i Neorčić odlaze na odsluženje vojnog roka.
Tokom pauze od godinu dana Leonid Pilipović prelazi u grupu Goblini, a u decembru 1995. grupa Džukele nastavlja rad u prvobitnom sastavu. U aprilu 1996. objavljuju CD Gledajući u mrak. Krajem juna 1996. Rudolf Aleksić napušta grupu, a na njegovo mesto dolazi Vlada Šarčević iz grupe Marseljeza. Krajem 1997. izdaju CD Zubato sunce za Metropolis Records.

## Diskografija
- Gledajući u mrak
- Zubato sunce